# Čestice (Strakonicei járás)
Čestice mezőváros (městys) Csehország Dél-csehországi kerületének Strakonicei járásában. Területe 23,2 km², lakosainak száma 936 (2008. 12. 31). A falu Strakonicétől mintegy 13 km-re délnyugatra, České Budějovicétől 54 km-re északnyugatra, és Prágától 112 km-re délnyugatra fekszik.
A település első írásos említése 1243-ből származik.

## Az önkormányzathoz tartozó települések
- Čestice
- Doubravice u Volyně
- Krušlov
- Nahořany
- Nuzín
- Radešov
- Střídka

## Látnivalók
- A 13. századból származó román stílusú Keresztelő Szent János templom.
- Korai barokk vár a 17. század első feléből.

## Népesség
A település népessége az elmúlt években az alábbi módon változott:
| Lakosok száma | 1868 | 1907 | 1891 | 1288 | 1115 | 952  | 883  | 901  | 916  | 905  |
|               | 1869 | 1890 | 1921 | 1950 | 1980 | 2001 | 2017 | 2019 | 2022 | 2024 |